# Jerry Leiber a Mike Stoller
Jerome „Jerry“ Leiber (25. dubna 1933 – 22. srpna 2011) a Mike Stoller (* 13. března 1933) bylo americké hudební duo. Společně napsali mnoho písní pro Elvise Presleyho (například „Hound Dog“ a „Jailhouse Rock“). V roce 1985 byli uvedeni do Songwriters Hall of Fame a v roce 1987 do Rock and Roll Hall of Fame.